# امریکن اکسل
امریکن اکسل (انگلیسی: American Axle) یک شرکت خودروسازی آمریکایی است، که در سال ۱۹۹۴ تأسیس شد.